# Bi Kun
Bi Kun (n. 12 noiembrie 1995, Jinzhou⁠(d), Republica Populară Chineză) este un sportiv ce a reprezentat Republica Populară Chineză, medaliat olimpic. A participat la o ediție a Jocurilor Olimpice (2020) în care a câștigat o medalie de bronz.

## Participări
Lista de mai jos prezintă principalele competiții la care a participat Bi Kun de-a lungul carierei.
- Navigație la Jocurile Olimpice de vară din 2020 – RS:X masculin[2]